# Stranický systém Spojených států amerických
Stranický systém Spojených států amerických představuje přehled amerických politických stran, jejich právní status, vnitřní strukturu, historii, činnost a další charakteristiky.

## Vznik politických stran
Při vzniku nové republiky Spojených států amerických se v předvečer 19. století zrodily i první politické strany, které však nepředstavovaly strany dnešního typu. Jednalo se spíše o úzké politické elity, které se rozdílně vyjadřovaly ke státoprávním a zahraničněpolitickým záležitostem. V Kongresu tehdy fungovaly skupiny federalistů a demokratických republikánů.
K obratu dochází ve dvacátých letech 19. století, kdy neúspěšný kandidát na prezidenta USA Andrew Jackson, kterého nezvolila Sněmovna reprezentantů (zvolen byl John Quincy Adams, byť mu občané ve volbách odevzdali méně hlasů) učinil rozhodnutí, že pro příští volby se musí co nejlépe připravit. Ve státech Unie tak začal zakládat organizace nové politické strany, která mu měla pomoci do křesla prezidenta. To je okamžik vzniku Demokratické strany, proti níž se poměrně rychle vyhranila strana Whigů (tzv. národní republikáni).
V polovině 19. století došlo ke krizi stávajících stran, především díky rozdílným názorům v otázce otroctví. Tak vzniká nová Republikánská strana, jejíž jádro tvořili členové Demokratů protiotrocky zaměření a část whigů. Prvním republikánským prezidentem se stává roku 1861 Abraham Lincoln. Republikáni posléze získali nálepku strany protiotrokářské, vítězů občanské války a úzce spojené s podnikatelskou elitou na Severu.
Demokratickou stranu po občanské válce již tradičně podporovaly politické elity na Jihu, v severních státech byl zisk přízně těžší. Zde se zaměřovala zejména na nové přistěhovalce (např. z Irska). Demokratická strana vyzrála až v období Velké hospodářské krize během 30. let 20. století, kdy skrze svého vůdce Franklin D. Roosevelta a program New Deal, začala klást větší důraz na sociální problematiku a bližší vztah státu vůči občanům. Ve druhé polovině 20. století byl patrný příklon k orientaci na rozličné menšiny s úkolem jejich integrace do společnosti.

## Právní status politických stran
Právně dovoluje existenci a činnost politických stran I. dodatek k Ústavě, který hovoří o právu na sdružování. Další podmínky ve věci politických stran obsahují zákony jednotlivých států, soudní rozhodnutí a zákony pojednávající o financování kampaně.
Zákon o politických stranách nebyl nikdy přijat.
V legislativě konkrétních států lze nalézt především body spojené s organizováním primárních volebních klání a státního financování kampaně. Dále jsou zákonem ošetřeny podmínky pro zařazení na kandidátní listinu. Obvykle postačuje několik tisíc podpisů pro kandidaturu. Může ale docházet k námitkám proti zařazení, z důvodů zpochybnění pravosti podpisů aj. Z rozsudků soudů je zřejmé, že strany mají právo na vlastní mechanizmus výběru kandidátů tedy, že zákony jednotlivých států nemohou svou legislativou ovlivňovat tento proces.

### Kampaně do úřadů
Uchazeči o poslanecký mandát do Kongresu nemohou získat žádnou státní podporu ve formě příspěvků pro kampaň, a tak mají právo využívat darů od soukromých osob. Cílem těchto legislativních úprav bylo nastavení spravedlivějších podmínek i pro méně majetné kandidáty a minimalizace tlaku silných hráčů, především ekonomických korporací. Přesto Nejvyšší soud ve svém rozhodnutí prohlásil, že pokud by bylo bráněno jednotlivci utrácet během volební kampaně neomezené množství peněz, pak by se jednalo o neústavní omezení svobody. Maximální hranice peněžního příspěvku je i nadále omezena zákonem, ale neomezené jsou náklady, které jakákoli osoba vynaloží na vlastní propagaci kandidáta. Novela tedy neukončila vliv zájmových skupin v průběhu kampaně, ale tento proces zprůhlednila.

## Stranická organizace
Evropský model struktury politických stran ve Spojených státech neexistuje (alespoň u dvou hlavních stran). U amerických stran neexistuje oficiální členství ani vedení strany. Přesto strany hrají velmi zásadní funkci v průběhu volebního procesu. Vnitřní hierarchie a institucionalizace stran je volná.
Do současnosti všichni prezidenti vzešli z nominací velkých politických stran a stejně členové Kongresu jsou až na výjimky příslušníky dvou největších stran v zemi.

## Stranický systém
USA jsou hodnoceny jako příklad klasického dvoustranického systému (bipartismu), tj. systému v němž dominují a u moci se střídají jen dvě hlavní strany. Zde se jedná o demokraty a republikány.
Funkce amerických stran je od evropských rozdílná. Jejich prioritou je výběr a prosazení kandidátů do úřadů od místní po federální úroveň. V menším rozsahu se pak věnují přípravě politických programů.
Uvnitř politických stran jsou jednotlivé platformy, prosazující často rozdílné postoje. Severovýchodní republikáni, kteří jsou navázáni na kruhy Wall Streetu mohou mít odlišné cíle a zájmy, než republikáni ze zemědělského středozápadu či jihu. Stejná situace je u demokratů. Proto se na celonárodní úrovni nehovoří až tak o stranickosti, a proto také dochází k uzavírání ad hoc koalic napříč stranami.
Mimo dvou hlavních stran v USA funguje celé spektrum malých politických stran, které ovšem ve volbách obvykle nezískávají více než 5 % hlasů. Jejich aktivita je patrnější na místní či regionální úrovni.

## Politické strany
Zde je seznam politických stran v USA.

### Demokratická strana (Democratic Party – DP; Dem.)

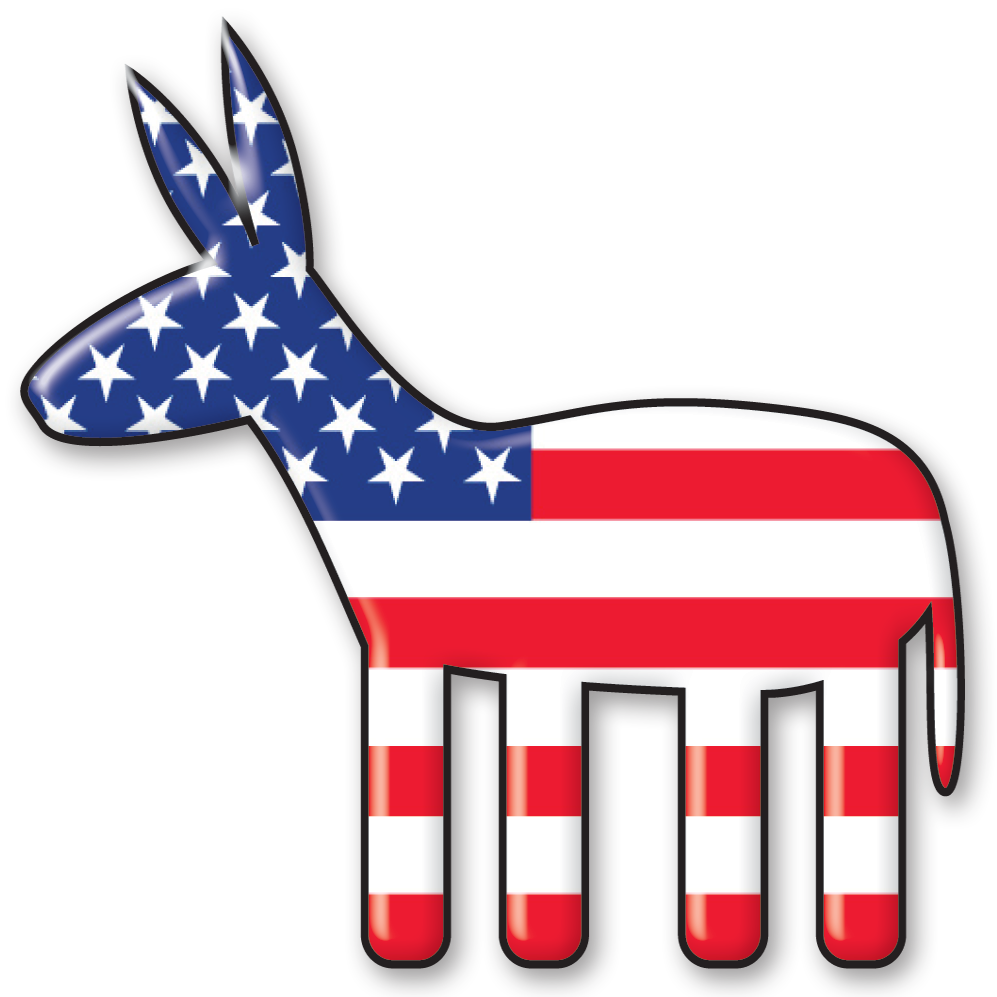
Demokratická strana má ve znaku osla.

Vnitřní struktura existuje spíše formálně než fakticky. Okresní organizace de facto neexistují a oblastní a státní výbory mají charakter koalic držitelů moci, tedy těch kteří disponují nějakou funkcí, pokud je strana u moci.
Nejvyšší stranický orgán se nazývá Demokratický národní výbor (význam „national“ je v USA „federální“) (Democratic National Committee), ve kterém působí zástupci ze všech států Unie. Hlavním úkolem výboru je vypracovat pravidla pro jednání Národního (federálního) konventu (National Convention) a zajišťovat další věci, zejména shánění příspěvků.
Předsedu strany volí členové Demokratického národního výboru. V případě že Demokratická strana má svého prezidenta, volba je zpravidla formalitou, protože členové výboru obvykle podpoří prezidentův návrh. Je nutné, aby předseda strany neměl žádný vztah k případným uchazečům o funkci prezidenta.[zdroj?]

#### Stranická 70. léta 20. století
V průběhu sedmdesátých let 20. století došlo k pokusu posílit vliv prostých voličů oproti stranickým špičkám. K tomu účelu vznikly kvóty, které zajistily přítomnost slabších a menších sociálních skupin na Národním konventu a zároveň s tím, již musel každý zástupce být přímo zavázán hlasovat pro konkrétního kandidáta. Tím byl umenšen vliv vůdců a na konventu v roce 1976 se prezidentským kandidátem demokratů stal poměrně neznámý lokální politik Jimmy Carter, který projevil organizační schopnosti a bez stranické podpory zvládl kampaň v primárkách. To vedlo k vyhrocení vnitřních stranických konfliktů. Výsledkem pak byla v roce 1982 opětovná změna pravidel, která zvýšila vliv politických organizátorů a vůdců při výběru prezidentských kandidátů. Také došlo k redukci délky předvolební kampaně v primárkách z dvaceti na patnáct týdnů.

#### Politika
Demokraté oproti republikánům kladou větší důraz na sociální programy, zásahy státu do hospodářství a prosazují větší roli federálních orgánů při řešení sociálně-ekonomických problémů. Angažují se také ve vyšší míře v obraně lidských práv a práv menšin, ochraně životního prostředí, stejně jako jsou tradičně pro snižování vojenských rozpočtů a nižší míru vojenské angažovanosti USA ve světě. Ovšem v zásadních zahraničněpolitických otázkách se obě strany v podstatě neodlišují.
Demokraté zvolení v Kongresu za jižní státy (asi třetina všech demokratů v Kongresu) jsou konzervativnější a hlasují častěji se členy republikánů. Tato geografická stratifikace se však stále více zmírňuje.

#### Členská základna
V rámci průzkumů se více obyvatel identifikuje s demokraty než republikány. Vyšší podpora pramení zejména z odborových organizací, náboženských menšin (židovské obce, katolíků[zdroj?]), etnických menšin (černošské či hispánské obyvatelstvo). V jižních státech disponují demokraté silnou podporou i u bohatších voličů, což souvisí s přetrvávajícím protirepublikánským cítěním, již z časů občanské války.

### Republikánská strana (Republican Party – RP, Rep.; Grand Old Party – GOP)

Symbolem Republikánské strany je slon

Vnitřní struktura strany odpovídá přibližně té demokratické. V sedmdesátých letech 20. století byla provedena reforma, která sledovala lepší volební výsledky. Kandidáti dostávají během kampaně velkou stranickou pomoc, která zahrnuje plánování, styl, průzkumy, materiál, tiskoviny atd.
Republikánský národní (federální) výbor (Republican National Committee) se tolik nevěnuje schvalování pravidel jednání na národním shromáždění, tak jako v Demokratické straně. Republikáni dlouhodobě preferují model „vítěz bere vše“ při volbě delegátů do shromáždění, tzn. že vítězný kandidát v primárkách každého státu obdrží všechny hlasy delegátů.

#### Politika
Republikánská strana podporuje volný trh, menší zásahy státu do hospodářství, více prosazuje velmocenské postavení Spojených států ve světě. I v této straně existují frakce bližší demokratům, zejména se jedná o politiky ze severovýchodního regionu (Nové Anglie).
Důležitou součástí ve straně je tzv. morální většina (moral majority), tedy asociace konzervativních křesťanů, která se organizuje zejména z protestantů jižních zemědělských a maloměstských oblastí, Nové Anglie aj. Klade důraz na morální život s odkazem protestantských tradic, rodinu a její soudržnost. Požaduje výchovu náboženství ve školách, naopak odsuzuje sexuální výchovu a potratovou politiku. Vliv této frakce zaznamenal vzestup strany v devadesátých letech 20. století. Dopomohla republikánům k úspěchu ve volbách 1994, kdy strana získala většinu v obou komorách Kongresu. Díky většímu podílu konzervativních republikánů, podporovaných „morální většinou“, došlo také k vyšší podpoře vyšetřovatele Kennetha Starra a následně zahájení procesu odvolání prezidenta Billa Clintona v impeachmentu.

#### Členská základna
Dlouhodobě asi jen jedna čtvrtina Američanů vyjadřuje svou identifikaci k republikánům, i když ve volbách je daleko úspěšnější. Podporu nachází především u vysokoškolsky vzdělaných bělochů, podnikatelů a dále lidí na venkově a evangelíků. Díky tomu má Republikánská strana největší podporu na středozápadě a jihu Spojených států, kde se nachází konzervativnější venkovské oblasti, například tzv. „Biblický pás“ na Jihu. V minulosti přicházela podpora i od představitelek ženského pohlaví. Se sílící emancipací došlo k přesunu ženského potenciálu na stranu demokratů.
Republikánská strana má větší stranickou disciplínu, než demokraté, což se projevuje častějším hlasováním o nejrůznějších otázkách.

### Třetí strany
Stranický systém USA je klasickým příkladem bipartismu, kde má pravidelnost alternace politické moci mezi dvěma hlavními stranickými subjekty velmi pevnou tradici a zároveň je politický systém USA bohatý na institucionální pravidla, která tento bipartijní systém udržují v chodu a brání jeho narušení ze strany třetích politických stran. I přesto zde však působí další strany, které však zpravidla nemají žádné zastoupení na federální (Kongres) ani státní (parlamenty jednotlivých států) úrovni. Mezi ně patří:
- Libertariánská strana,
- Strana zelených,
- Státoprávní strana.

Jedním z největších úspěchů třetího kandidáta byla kandidatura Rosse Perota v prezidentských volbách v roce 1992. Perot jako nezávislý kandidát mimo jiné získal i možnost účastnit se debaty kandidátů společně s Georgem Bushem starším a Billem Clintonem. Ve volbách získal 18,9 % - nejvíce z třetích kandidátů za posledních 80 let. Přesto ale nezvítězil v jediném státě a nezískal ani jednoho volitele.

## Zájmové skupiny
Na americký politický život mají velký vliv zájmové skupiny, zejména pocházející z ekonomického prostředí. Tradičně významný vliv mají odborové organizace. Největším americkým odborovým svazem a jedním z největších lobbistů je Americká federace práce – Kongres průmyslových organizací (American federation of Labor – Congress of Industrial Organizations, AFL-CIO). Patří k ní tři čtvrtiny všech amerických odborářů. Přesto dnes je vliv odborářů oslabován zejména nízkou účastí zaměstnanců v odborech (jedná se asi o jednu desetinu) a vnitřními rozpory.
V USA dále působí mnoho různorodých zájmových skupin, které jsou ochotny věnovat finanční prostředky na tzv. lobbování, kdy jsou zaplaceni odborníci s dobrými kontakty na washingtonské politiky. Lobbisty jsou často právníci, kteří se této činnosti věnují na plný úvazek. Formy lobbingu jsou různé. Od přímého kontaktu, přes vystupování lobbistů ve výborech Kongresu, nátlakové akce (demonstrace, blokády, kampaně), až po vyvolání úmyslných soudních procesů, které mají upozornit masmédia a veřejnost na určitý problém.
V roce 1991 byl přijat zákon, který zakazuje všem bývalým kongresmanům lobbovat v Kongresu jeden rok po odchodu z funkce. Clintonova administrativa přijala opatření, ve kterém stojí, že člen vlády nesmí po odchodu z funkce lobbovat po dobu 5 let u ministerstva či úřadu, za který odpovídal.